# Abecednik zaljubljene krastače
Abecednik zaljubljene krastače je otroška pravljica, ki govori o zaljubljeni krastači, ki se odloči pisati svoj Abecednik, s pomočjo katerega se bo naenkrat učila ljubezni in pa črk. Knjigo je napisala Cvetka Bevc, prvič pa je izšla leta 2007.

## Kratka obnova
Zgodba govori o krastači Klotildi in žabcu Linu, ki se zaljubita na prvi pogled. Čeprav sta na še oba zelo sramežljiva in imata veliko zadržkov, ker sta sama sebi premalo všeč in mislita, da nista dovolj dobra drug za drugega, se kljub temu čez čas opogumita in postaneta par. Klotilda ima skozi celo zgodbo veliko težav, vendar pa Lina nobena od njih ne odvrne od ljubezni do nje.

## Predstavitev literarnega lika
Klotilda je literarni lik, ki predstavlja mladostnice in pa njihove težave, ki jih imajo največkrat same s seboj. Zaradi drugačnosti od žabca Lina, ki predstavlja pametne in pridne mladeniče, misli, da ni dovolj dobra zanj. To se tudi kaže z njenim načinom obnašanja, kot na primer, ko se je oblekla v zeleno obleko, da bi izgledala kot on. Vendar pa je enako razmišljal tudi Lino, ki si je na hrbet nalepil smolnate kroglice, da bi izgledal kot da ima bradavice, tako kot krastače. Kljub vsemu temu pa kasneje spoznata, da vse to nima smisla, ker se ne moreš spremeniti v nekaj, kar nisi in te bodo drugi kljub temu še vedno imeli radi.

## Analiza
Abecednik zaljubljene krastače (2007) je sodobna ljubezenska pravljica, kar se kaže v tem, da se dogaja v sedanjem času. Tema je Klotildina in Linova prva ljubezen, katero Klotilda opisuje v svojem Abecedniku, saj je mnenja, da se tako kot črk učiš tudi ljubezni. Zraven njiju nastopajo še drugi literarni liki, kot so na primer njena babica Rosvita, ki Klotildi skozi zgodbo daje modre nasvete, kuščar Samuel, Klotildina prijateljica Amadeja, poštar Viktor, ravnateljica Rega Vsekvakič in drugi. Zgodba se začne z opisom Klotilde, ki mu zelo kmalu sledi zaplet – srečanje Lina. Nadaljuje se z njeno zasanjanostjo in omahovanjem ter nenehnim razmišljanjem o Linu. Temu sledi vrh zgodbe, ko postaneta par, vendar pa kljub temu še nista zadovoljna, ker nenehno razmišljata kakšne napake in pomanjkljivosti imata. Oba se pretirano urejata, da bi čim bolj ugajala drug drugemu. Vse to pa so tudi značilnosti zaljubljenih najstnikov. Zgodba se konča tako, da premagata vse predsodke in zaživita skupno življenje.